# بروتوكولات استئصال الملوية البوابية
بروتوكولات استئصال الملوية البوابية هو الاسم القياسي لجميع بروتوكولات علاج القرح الهضمية والتهاب المعدة في حالة وجود عدوى الملوية البوابية. إذ إن الهدف الرئيس ليس فقط التخفيف المؤقت للأعراض بل الاستئصال الكامل للعدوى أيضًا. يجب إجراء فحص للكشف عن وجود الملوية البوابية في المرضى الذين يعانون من قرحة نشطة في الاثني عشر أو المعدة والذين لديهم تاريخ قرحة سابقة. يجب إعطاء العلاج المناسب من أجل الاستئصال. يجب إجراء فحص للكشف عن الملوية البوابية وعلاجها في المرضى الذين يعانون من ليمفوما النسيج اللمفاوي المرتبط بالمخاطيات؛ لأن استئصال هذه العدوى يمكن أن يحرض على هدأة الورم في العديد من المرضى عندما يقتصر وجوده (الورم) على المعدة. توصي العديد من المؤتمرات التوافقية، بما في ذلك تقرير ماستريخت التوافقي، بإجراء فحوص وعلاج لعديد من مجموعات المرضى الأخرى، ولكن الأدلة على وجود فائدة لذلك محدودة. يشمل ذلك المرضى المُشخصين بسرطان المعدة (بالأخص أولئك الذين في مرحلة مبكرة من المرض)، والذين وُجد أن لديهم التهاب المعدة الضموري أو الحؤول المعوي، والأقارب من الدرجة الأولى لمرضى سرطان المعدة؛ لأن هؤلاء الأقارب أنفسهم يكونون عُرضةً لخطر متزايد من سرطان المعدة فيما يُعزَى جزئيًا إلى انتقال الملوية البوابية داخل العائلة. حتى الآن، ما يزال الخلاف قائما حول ما إذا كان ينبغي فحص جميع المرضى وعلاجهم عندما يعانون من عسر الهضم الوظيفي، أو الارتجاع المعدي المريئي، أو الاضطرابات الأخرى غير المتعلقة بالجهاز الهضمي وكذلك الأفراد الذين لا يعانون من أي أعراض.

## مقاومة المضادات الحيوية
يعتمد نجاح علاج الملوية البوابية على نوع العلاج ومدته، واستجابة المريض، والعوامل الخاصة بالبكتيريا مثل قدرتها على مقاومة المضادات الحيوية. غالبًا ما يفشل المرضى في الاستجابة لعلاج استئصال الملوية البوابية الأولي؛ بسبب عدم الاستجابة أو المقاومة للمضادات الحيوية. يجب الاستعلام من المرضى عن أي آثار جانبية، والجرعات الفائتة، واستكمال العلاج. إذ لا تُنشأ مزارع لمعرفة حساسية المضادات الحيوية بشكل روتيني عند تشخيص عدوى الملوية البوابية، فيوصى عادةً بإعطاء مضادات حيوية مختلفة بجرعات أعلى مدة 14 يومًا.

## نظم علاج الملوية البوابية
ثَبُت أن تحقيق الاستئصال الأمثل للملوية البوابية أمر صعب. هناك حاجة إلى نظم التوليف العلاجية التي تستخدم اثنين أو ثلاثة من المضادات الحيوية مع مثبط مضخة البروتون و/أو البزموت لتحقيق معدلات مقبولة من الاستئصال وتقليل عدد حالات الفشل بسبب مقاومة المضادات الحيوية. في الولايات المتحدة، يقاوم ما يصل إلى 50% من السلالات المترونيدازول، وتقاوم 13% الكلاريثروميسين. يختلف الخبراء في الوقت الحاضر حول النظام الأمثل.

### الخط الأول للعلاج: العلاج الثلاثي
في المناطق ذات المقاومة المنخفضة للكلاريثروميسين، بما في ذلك الولايات المتحدة الأمريكية، ما يزال يُوصى بمساق «العلاج الثلاثي» الذي يستمر مدة 14 يومًا فيكون الخط الأول للعلاج. و فيه يُعطى مثبط مضخة البروتون الفموي، والكلاريثروميسين 500 ملغ، والأموكسيسيلين 1 غ (أو المترونيدازول 500 ملغ في حالة التحسس من البنسلين) مرتين يوميًا لمدة 14 يومًا، يحقق هذا النظام معدلات استئصال في ما يصل فقط إلى 70% من الحالات.

### الخط الثاني للعلاج: العلاج الرباعي
يُعَد مساق «العلاج الرباعي» -الذي يستمر مدة 14 يومًا ويُستخدم فيه مثبط مضخة البروتون والبزموت والتيتراسايكلن والمترونيدازول أو التاينيدازول- نظامًا أكثر تعقيدًا ولكنه أكثر فعالية أيضًا. في تجربة منضبطة معشاة من عام 2011، كانت معدلات الاستئصال لكل بروتوكول هي 93% مع العلاج الرباعي و 70% مع العلاج الثلاثي. يُوصى بالعلاج الرباعي القائم على البزموت ليكون الخط الأول لعلاج المرضى في المناطق ذات المقاومة العالية للكلاريثروميسين (> 20%)، أو المرضى الذين سبق علاجهم بمضاد حيوي ماكروليدي، أو ليكون الخط الثاني لعلاج المرضى الذين تستمر عدواهم بعد المساق الأولي للعلاج الثلاثي. أبلغت العديد من الدراسات عن معدلات استئصال تزيد عن 90% باستخدام نظام تسلسلي مدة 10 أيام يتكون من أربعة عقاقير: مثبط مضخة البروتون والأموكسيسيلين مدة 5 أيام، يتبعها مثبط مضخة البروتون، والكلاريثروميسين، والتاينيدازول مدة 5 أيام. غير أن الدراسات اللاحقة أكدت وجود فعالية مكافئة أو أعلى عندما أُعطيت جميع الأدوية الأربعة بتزامُن مدة 10 أيام (العلاج الرباعي غير المحتوي على البزموت).